# Cap Branco
Cap Branco, en portuguès: Cabo Branco, és el punt més oriental del Brasil i de tota Amèrica. Compta amb un far.

## Ubicació
- Latitud:-7.15
- Longitud: -34.7833333
- UFI:-631167
- UNI:-890670
- UTM:CN00
- JOG:SB25-13.